# Mesoleptus filicornis
Mesoleptus filicornis là một loài tò vò trong họ Ichneumonidae.